# Битка код Новаре (1513)
Битка код Новаре, вођена јуна 1513, била је једна од најзначајнијих битака у италијанским ратовима (1494-1559).

## Позадина
Француска војска (око 14.000) под Ла Тремујом блокирала је 4. јуна 1513. у Новари око 6.000 Швајцараца у служби миланског војводе Масимилијана Сфорце. Пошто је сутрадан сазнао да опсађеним снагама долазе у помоћ знатна појачања, Ла Тремуј је у тежњи да поседне повољне положаје за битку, дигао опсаду и посео положаје 3 км источно од Новаре, на путу за Милано.

## Битка
Швајцарци, распоређени у три колоне (укупно око 9.000 људи) својом неочекиваном појавом пред зору 6. јуна, потпуно су изненадили Французе. У тој пометњи једино је пружила отпор француска пешадија, састављена од најамника-ландскнехта, подржана артиљеријом, али је и она убрзо приморана да напусти бојно поље.

## Последице
Погинуло је око 7.000 Француза и 1.500 Швајцараца. То је била последња велика победа швајцарске ренесансне пешадије наоружане искључиво хладним оружјем за блиску борбу, која је битку решавала јуришем копљаника постројених у пуну кару. После ове битке, европске пешадијске јединице убрзано се наоружавају ручним ватреним оружјем - аркебузама (од 1/3 до 1/2 бораца у пешадији), које ће код Бикоке (1522) нанети швајцарским копљаницима каастрофалан пораз.